# Up Romance Road
Up Romance Road is een Amerikaanse dramafilm uit 1918 onder regie van Henry King. De film werd destijds in Nederland uitgebracht onder de titel Jack, de ontembare.

## Verhaal
Gregory Thorne en zijn verloofde Marta Millbanke willen het eentonige leven van alledag ontvluchten en ze besluiten om er samen vandoor te gaan. De mannen die Gregory heeft ingehuurd om Marta te schaken, lopen in het donker een groep Duitse spionnen onder leiding van graaf Hilgar Eckstrom tegen het lijf. Marta wordt per abuis door die spionnen ontvoerd. Gregory volgt hen naar hun schuilplaats en wordt daar zelf gevat. Hij hoort dat de spionnen ermee dreigen om de scheepswerf van zijn vader op te blazen, tenzij hij zijn steun aan de Geallieerden stopzet. Het stel kan ontkomen en Gregory kan in het pakhuis van zijn vader ternauwernood de Duitse samenzwering fnuiken.

## Rolverdeling
| Acteur           | Personage             |
| ---------------- | --------------------- |
| William Russell  | Gregory Thorne        |
| Charlotte Burton | Marta Millbanke       |
| John Burton      | Samuel Thorne         |
| Joseph Belmont   | Thomas Millbanke      |
| Carl Stockdale   | Graaf Hilgar Eckstrom |
| Emma Kluge       | Mevrouw Millbanke     |
| Claire Du Brey   | Hilda                 |